# Добжинь-над-Віслою (гміна)
Гміна Добжинь-над-Віслою (пол. Gmina Dobrzyń nad Wisłą) — місько-сільська гміна у північній Польщі. Належить до Ліпновського повіту Куявсько-Поморського воєводства.
Станом на 31 грудня 2011 у гміні проживало 8003 особи.

## Площа
Згідно з даними за 2007 рік площа гміни становила 115.44 км², у тому числі:
- орні землі: 83.00%
- ліси: 3.00%

Таким чином, площа гміни становить 11.37% площі повіту.

## Населення
Станом на 31 грудня 2011:
| Опис     | Загалом | Загалом | Чоловіки | Чоловіки | Жінки | Жінки |
| -------- | ------- | ------- | -------- | -------- | ----- | ----- |
| одиниця  | осіб    | %       | осіб     | %        | осіб  | %     |
| все      | 8003    | 100     | 4026     | 50.31    | 3977  | 49.69 |
| міське   | 2324    | 100     | 1161     | 49.96    | 1163  | 50.04 |
| сільське | 5679    | 100     | 2865     | 50.45    | 2814  | 49.55 |

## Сусідні гміни
Гміна Добжинь-над-Віслою межує з такими гмінами: Брудзень-Дужи, Фаб'янкі, Тлухово, Вельґе, Влоцлавек.